# Елисавета (фрегат, 1828)
«Елисаве́та» — парусный фрегат Балтийского флота Российской империи, один из фрегатов типа «Спешный».

## Основные характеристики
Относился к рангу 44-пушечных фрегатов, хотя имел 63 орудия.
- Водоизмещение = около 1950 тонн[3];
- Длина по верхней палубе = 48,6 м[3];
- Ширина по мидель-шпангоуту = 12,7 м[3];
- Осадка = 3,9 м[3];
- Арт. вооружение = 63 ор.[3]. (24-фн — по штату[4]);
- Экипаж = 340/430 человек[3].

## История службы
Парусный фрегат «Елисавета» был заложен на стапеле  Главного адмиралтейства в Санкт-Петербурге 15 (27) января 1828 года и после спуска на воду 18 (30) августа 1828 года вошёл в состав Балтийского флота России. Строительство корабля вёл кораблестроитель в звании штабс-капитана Корпуса корабельных инженеров К. А. Глазырин, за что был награждён годовым окладом жалования.
Участвовал в войне с Турцией 1828—1829.
- 5 июня 1829, погрузив орудия полевой артиллерии, предназначавшиеся для греков, вышел из Кронштадта в Средиземное море по маршруту Шербур — Кадис — Гибралтар и 13 октября 1829 прибыл к острову Порос, где находилась эскадра вице-адмирала графа Л. П. Гейдена. Затем ходил в Наполи-ди-Романья, где выгрузил полевые орудия.
- Весной 1830 после ухода большей части судов в Россию оставлен в Архипелаге в составе отряда контр-адмирала П. И. Рикорда для оказания помощи греческому правительству и охраны русского судоходства в связи с начавшейся в Греции гражданской войной.
- В июле 1830 по просьбе греческого правительства прибыл в порт Саламин.
- 23 июля 1830 с президентом Греции графом И. А. Каподистрия на борту вышел в плавание по островам Архипелага.
- В мае 1831 доставил на остров Идро русского консула.
- В октябре 1831 с отрядом ушел из Архипелага в Кронштадт.
- В 1832, 1833 и 1836 находился в практических плаваниях в Финском заливе и Балтийском море.
- В июле 1835 в составе эскадры перевез из Кронштадта в Данциг отряд Гвардейского корпуса, в сентябре 1835 доставил его в Свеаборг.
- В 1838 году переоборудован в магазин в Кронштадте[3].

## Командиры фрегата
Командирами фрегата «Елисавета» в составе Российского императорского флота в разное время служили:
- барон Ф. П. Врангель (1828 год);
- капитан 2-го ранга П. Е. Чистяков (с 1829 года до 17 (29) апреля 1832 года);
- капитан 2-го ранга Л. Я. Карпов (с 17 (29) апреля 1832 года до 1833 года);
- М. Н. Аболешев (1835—1836).

### Комментарии
1. ↑  В книге Л. И. Голенищева-Кутузова «О судах Балтийского флота, построенных со времени вступления на престол государя императора Николая Павловича» указывается дата закладки 25 ноября (7 декабря) 1827 года[5].
2. ↑  Строительство фрегата согласно книге Л. И. Голенищева-Кутузова «О судах Балтийского флота, построенных со времени вступления на престол государя императора Николая Павловича» длилось 8 месяцев и 24 дня[5].
3. ↑  В книге Л. И. Голенищева-Кутузова «О судах Балтийского флота, построенных со времени вступления на престол государя императора Николая Павловича» ошибочно назван полковником, фактически в книге указано звание кораблестроителя на момент выхода книги в 1843 году[5][6].